# 孙兆奇
孙兆奇（1955年—），贵州贵阳人，回族，中华人民共和国政治人物、第十二届全国人民代表大会安徽地区代表。

## 簡歷
四川大學物理系畢業、安徽大學物理碩士、中国科技大学物理博士，理论物理专业。担任安徽大学教授。2008年起担任全国人大代表。2013年，被选为全国人大代表。